# Татар, Эрсин
Эрси́н Тата́р (тур. Ersin Tatar; род. 7 сентября 1960, Никосия, Никосия, Республика Кипр) — северокипрский государственный и политический деятель. Занял должность премьер-министра после распада коалиционного правительства Туфана Эрхюмана в мае 2019 года. Также является руководителем Партии национального единства и был лидером оппозиции. Он участвовал в президентских выборах Турецкой республики Северного Кипра в 2020 году в качестве кандидата от Партии национального единства и был избран президентом во втором туре выборов, состоявшемся 18 октября 2020 года. Пятый президент Северного Кипра (с 23 октября 2020).

## Ранний период жизни
Происходит из семьи крымских татар покинувших Крым в XIX веке и перебравшихся со временем на Кипр. Его отец — Рюстем Татар, бухгалтер и политик, а мать — домохозяйка Джанев Татар. Отец родился в 1930 году близ города Пафос. Окончил Ноттингемский университет. Участвовал в переговорах в качестве представителя турок-киприотов при обсуждении создания Республики Кипр в 1960 году. Возглавлял Счётную палату Республики Кипр с 1960 по 1963 год. Позднее, с 1983 по 2005 год представлял турок-киприотов в Комитете по пропавшим без вести лицам при ООН. Скончался Рюстем Татар в 2021 году в возрасте 90 лет.
Эрсин Татар родился в 7 сентября 1960 года в Никосии. Окончил среднюю школу в Англии, а в 1982 году стал выпускником Кембриджского университета. После окончания начальной школы Кишкличифтлик он учился в английской школе в период с 1971 по 1974 год. После операции на Кипре 1974 года, поскольку его школа осталась на юге острова, он продолжил обучение в школе Forest School в Лондоне, Англия. Здесь он окончил среднюю школу в 1979 году. В 1982 году окончил Кембриджский университет по специальности «экономика».

## Карьера
С 1982 по 1986 год работал бухгалтером в английской компании «PriceWaterhouse». С 1986 по 1991 год работал в компании «PollyPeck». В 1991 году переехал в Анкару, где до 1992 года работал в компании «FMC Nurol Defense Industry Co». С 1992 по 2001 год занимал должность финансового директора «ShowTV». Являлся активным членом общины турок-киприотов в Турции: с 1997 по 2001 год занимал пост председателя Стамбульской культурной ассоциации турок-киприотов.
В 1990-х годах издавал «Кипрскую газету» вместе с Доганом Харманом и Хусейном Мацитом Юсуфом. Затем он издавал журнал «Kıbrısım» вместе с Озером Хатаем. В период с 2001 по 2003 год занимал должность президента клуба «Yenicami Ağdelen». Его статьи еженедельно публиковались в рубрике «Мнение экспертов» в газете Halkın Sesi в 2000-е годы. Также выступал партнёром независимой аудиторской фирмы «Tatar & Co».

## Политическая деятельность
В 2003 году Эрсин Татар занялся политикой, вступив в Партию национального единства. В 2009 году впервые был избран в парламент и занимал пост министра финансов при правительстве Дервиша Эроглу до поражения его партии на выборах в 2013 году. В 2015 году баллотировался на пост руководителя Партии национального единства, но проиграл. В 2018 году снова выдвинул свою кандидатуру на эту должность и победил.
В 2019 году высказался в поддержку турецкого наступления на северо-востоке Сирии и заявил, что турки-киприоты всегда на стороне Турции.
Эрсин Татар поддерживает план «два государства для двух народов» для разрешения Кипрского конфликта.
На Конгрессе ПНЕ, состоявшемся 27 октября 2018 года, он стал первым, набрав 2592 голоса, и вместе с нынешним председателем Хусейном Озгюргуном, который был вторым в 2005 году, прошёл во второй тур. 31 октября 2018 года Правление Ассамблеи ПНЕ объявило, что он был избран председателем без второго тура выборов. В первом туре президентских выборов 2020 года в Турецкой Республике Северного Кипра получил 32,5 % голосов и прошёл во второй тур. Во втором туре, проведённом 18 октября 2020 года, он был избран президентом Турецкой республики Северного Кипра, набрав 52 % голосов. 23 октября Эрсин Татар вступил в должность.

## Личная жизнь
Эрсин Татар женат, имеет двоих детей.

## Награды
- Диплом почётного доктора Азербайджанского технического университета (2025 год)[17]